# Giovanni Domenico Cassini
Giovanni Domenico Cassini (1625-1712), hay Jean-Dominique Cassini, là một nhà toán học, thiên văn học, kỹ sư và nhà chiêm tinh học người Pháp gốc Italia. Ông sinh ngày 8 tháng 6 năm 1625 sinh ra ở Perinaldo lúc bấy giờ là quận của thành phố Nice, một phần của Công quốc Savoy. Cassini được biết đến với công việc của mình trong các lĩnh vực thiên văn học và kỹ thuật. Phát hiện đáng chú ý nhất của ông là bốn vệ tinh của Thổ Tinh và khám phá ra vạch phân cách trên vành đai sao Thổ (nó được đặt theo tên ông, vạch phân cách Cassini). Giovanni Domenico Cassini cũng là người đầu tiên trong gia đình bắt đầu làm việc trong dự án xây dựng bản đồ địa hình của nước Pháp. Được phóng năm 1997, tàu vũ trụ không người lái Cassini được đặt theo tên ông đã trở thành con tàu đầu tiên bay đến Sao Thổ và là tàu đầu tiên chuyển động quanh hành tinh này.